# George J. Webb

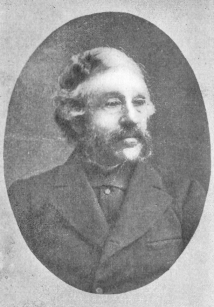
George J. Webb

George James Webb (* 24. Juni 1803 in Rushmore Lodge bei Salisbury/Wiltshire; † 7. Oktober 1887 in Orange/New Jersey) war ein US-amerikanischer Organist und Komponist.
Webb war zunächst Organist im englischen Falmouth. 1830 ging er nach Boston, wo er fast vierzig Jahre lang Organist an der Old South Church war. Daneben wirkte er auch als Organist an der Church of the New Jerusalem. Mit Lowell Mason gründete er 1832 die Boston Academy of Music. Er komponierte verschiedene Chor- und Orgelwerke. 1837 veröffentlichte er mit Mason das Liederbuch The Odeon: A Collection of Secular Melodies, das erstmals seine berühmteste Weise, die WEBB Hymn, enthielt, hier zu dem Text Tis Dawn, The Lark Is Singing. Im The Wesleyan Psalmist (1842) wurde sie dem Text The Morning Light Is Breaking unterlegt, im 1861 in New York erschienen Liederbuch The Golden Chain erschien sie in der heute geläufigsten Version mit dem Text des Pfarrers George Duffield Stand Up, Stand Up For Jesus.